# Zhu Ran
Zhu Ran (182-248) foi um general de Wu Oriental durante os três reinos da China . Participou de numerosas e importantes campanhas militares para o Reino de Wu, incluindo a Batalha de Yiling e a defesa da Jiangling.